# St-Clément (Arpajon)

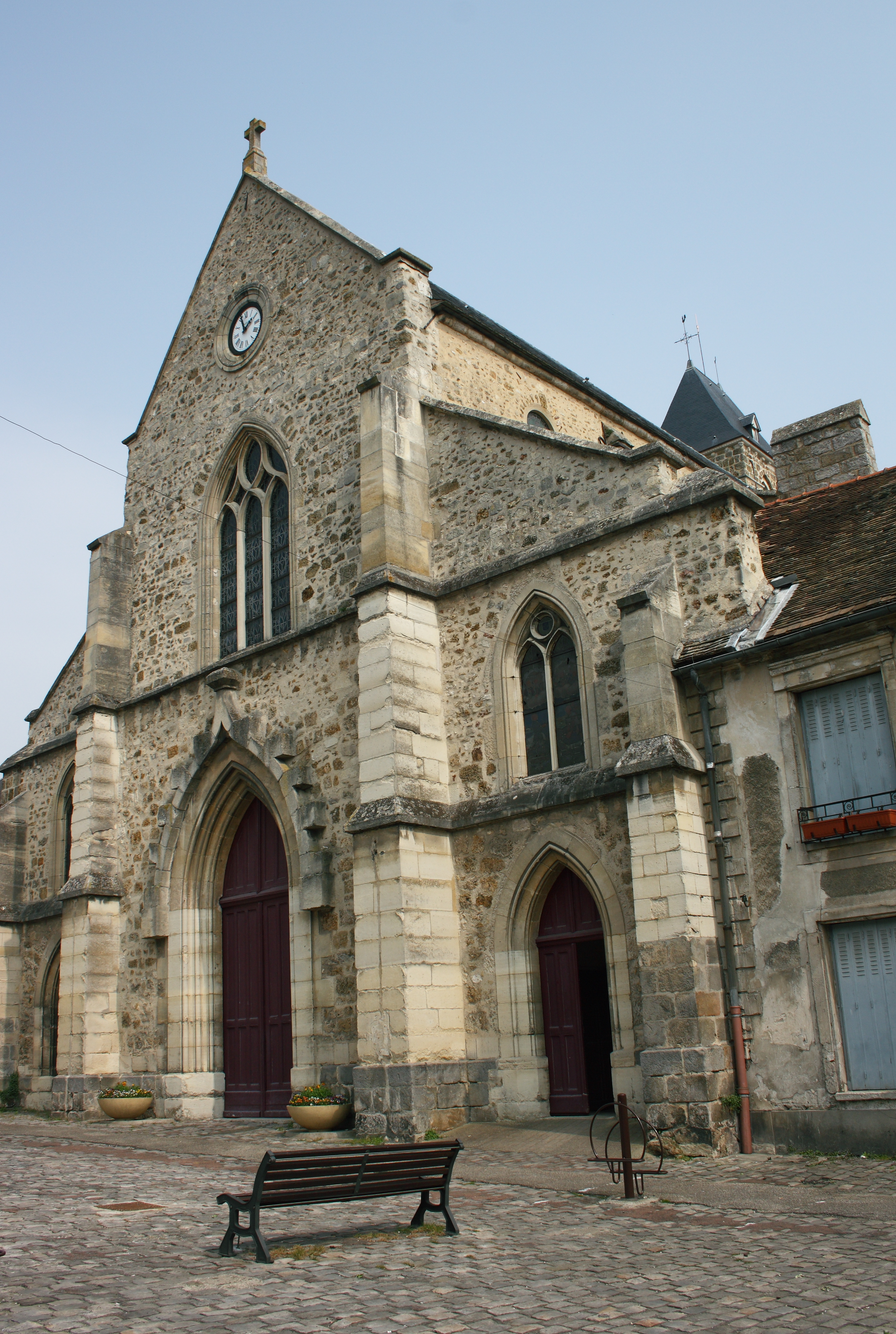
Pfarrkirche Saint-Clément

Die katholische Pfarrkirche Saint-Clément in Arpajon, einer Gemeinde im Département Essonne in der französischen Region Île-de-France, wurde ab dem Ende des 11. oder dem Beginn des 12. Jahrhunderts an der Stelle mehrerer Vorgängerbauten errichtet. Im Jahr 1926 wurde die dem heiligen Clemens von Rom geweihte Kirche als Monument historique in die Liste der Baudenkmäler in Frankreich aufgenommen.

## Geschichte

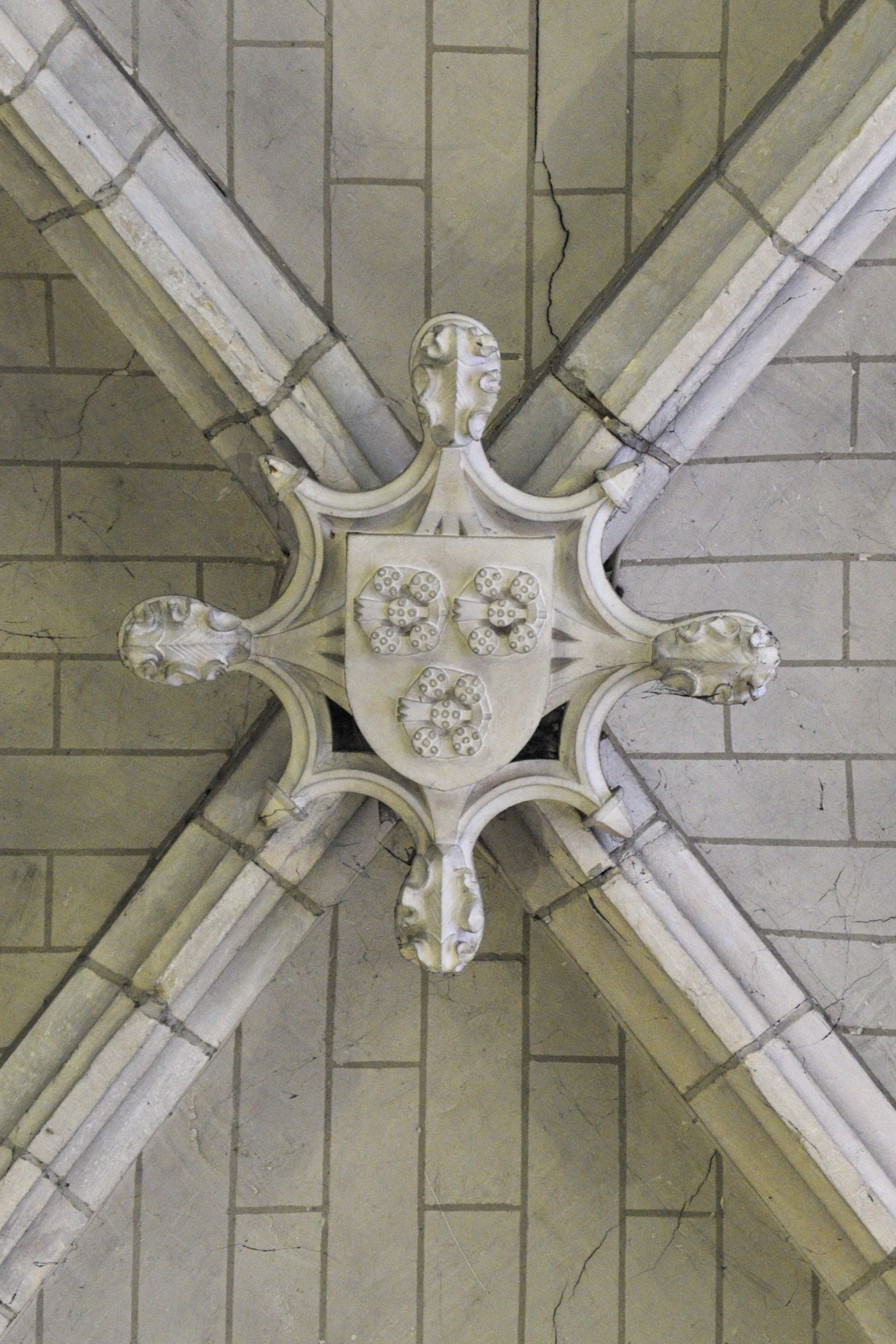
Schlussstein mit dem Wappen des Admirals Graville

Im Jahr 1006 wurde die damals bereits bestehende Kirche in Arpajon der Benediktinerabtei von Saint-Maur-des-Fossés unterstellt, die dort ein Priorat einrichtete und gegen Ende des 11. oder zu Beginn des 12. Jahrhunderts nach einem ehrgeizigen Plan eine neue Kirche zu errichten begann. Aus dieser Bauphase sind der Chor und der Glockenturm erhalten. Die Bauarbeiten waren vermutlich noch nicht abgeschlossen, als der englische König Eduard III. im Jahr 1360 während des Hundertjährigen Krieges die Kirche in Brand setzen ließ. Ungefähr 800 Personen, die in der Kirche Zuflucht gesucht hatten, kamen dabei ums Leben. Im Jahr 1510 ließen die damaligen Grundherren, die aus den reichen Adelsfamilien der Montaigu und Malet de Graville stammten, die Kirche wieder aufbauen. Ihre Wappen sind auf den Schlusssteinen des Langhauses angebracht. In der Mitte des 19. Jahrhunderts wurde die Westfassade erneuert und das romanische Portal durch ein neogotisches ersetzt. Außerdem wurden an die Kirche zwei Kapellen angebaut.

## Architektur

### Außenbau
In der Nordwand ist ein romanisches Rundbogenportal vermauert, von dem noch eine schlanke, mit einem Kapitell verzierte Säule erhalten ist. Das in die Südwand eingemauerte Portal stammt aus gotischer Zeit. Es wird von einer spitzbogigen Archivolte überfangen und seitlich von Säulen mit Kapitellen eingerahmt. Das Tympanon ist mit einem Kleeblattbogen verziert.
Im nördlichen Chorwinkel erhebt sich der 45 Meter hohe Glockenturm, der von einem Walmdach gedeckt ist und an allen vier Seiten von zwei Strebepfeilern verstärkt wird. Das Obergeschoss ist von hohen, gekuppelten Klangarkaden durchbrochen.

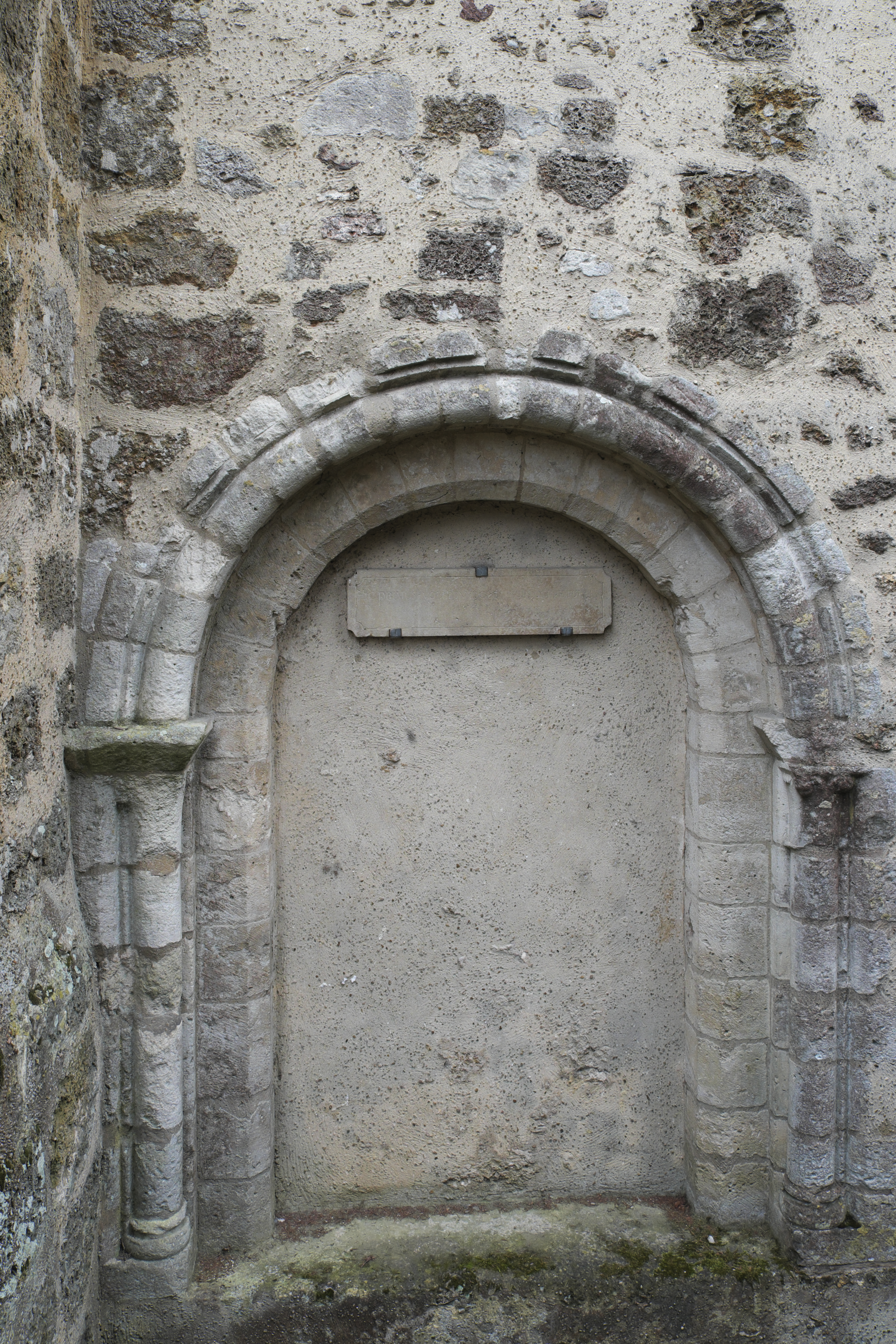
Romanisches Nordportal
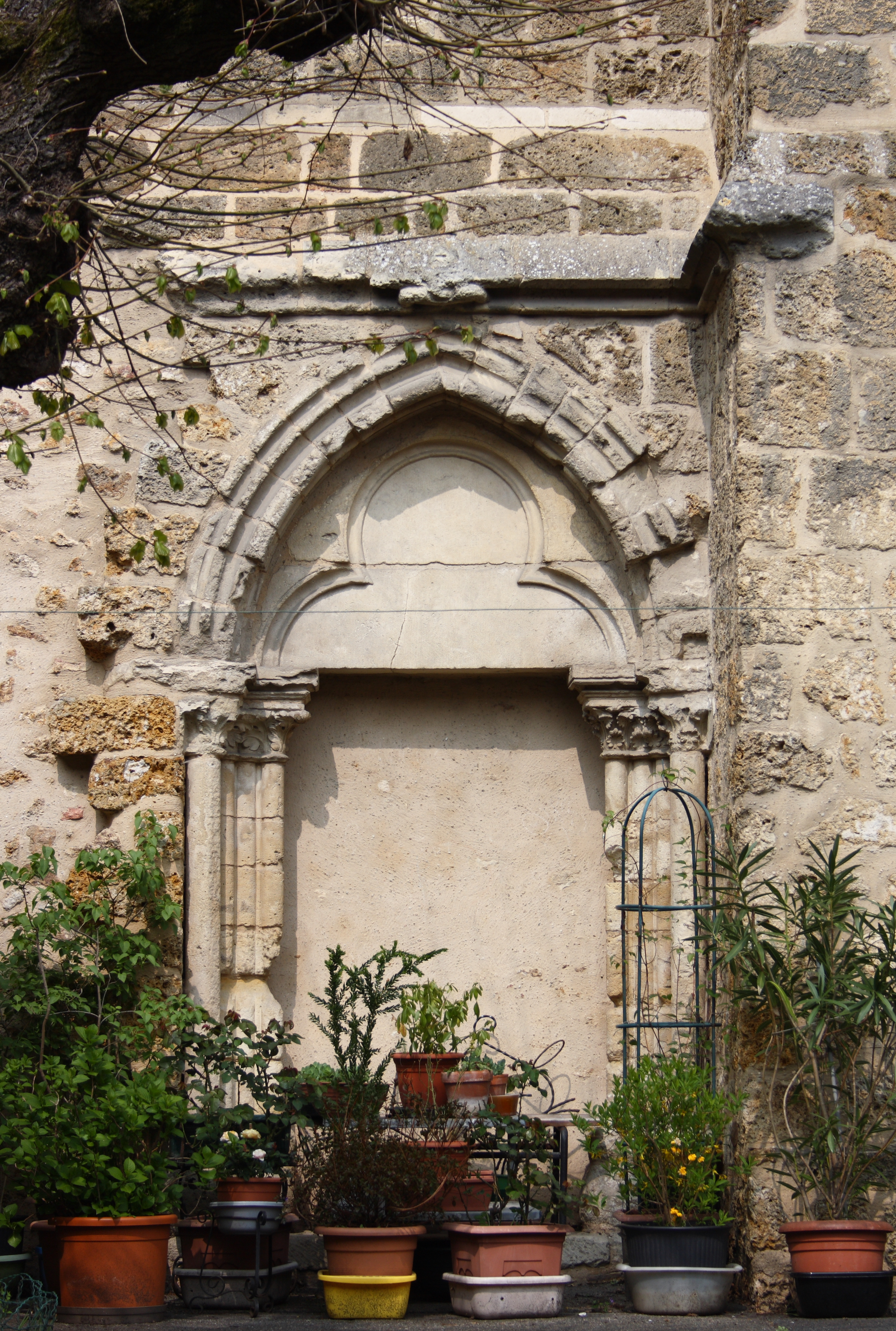
Ehemaliges Südportal
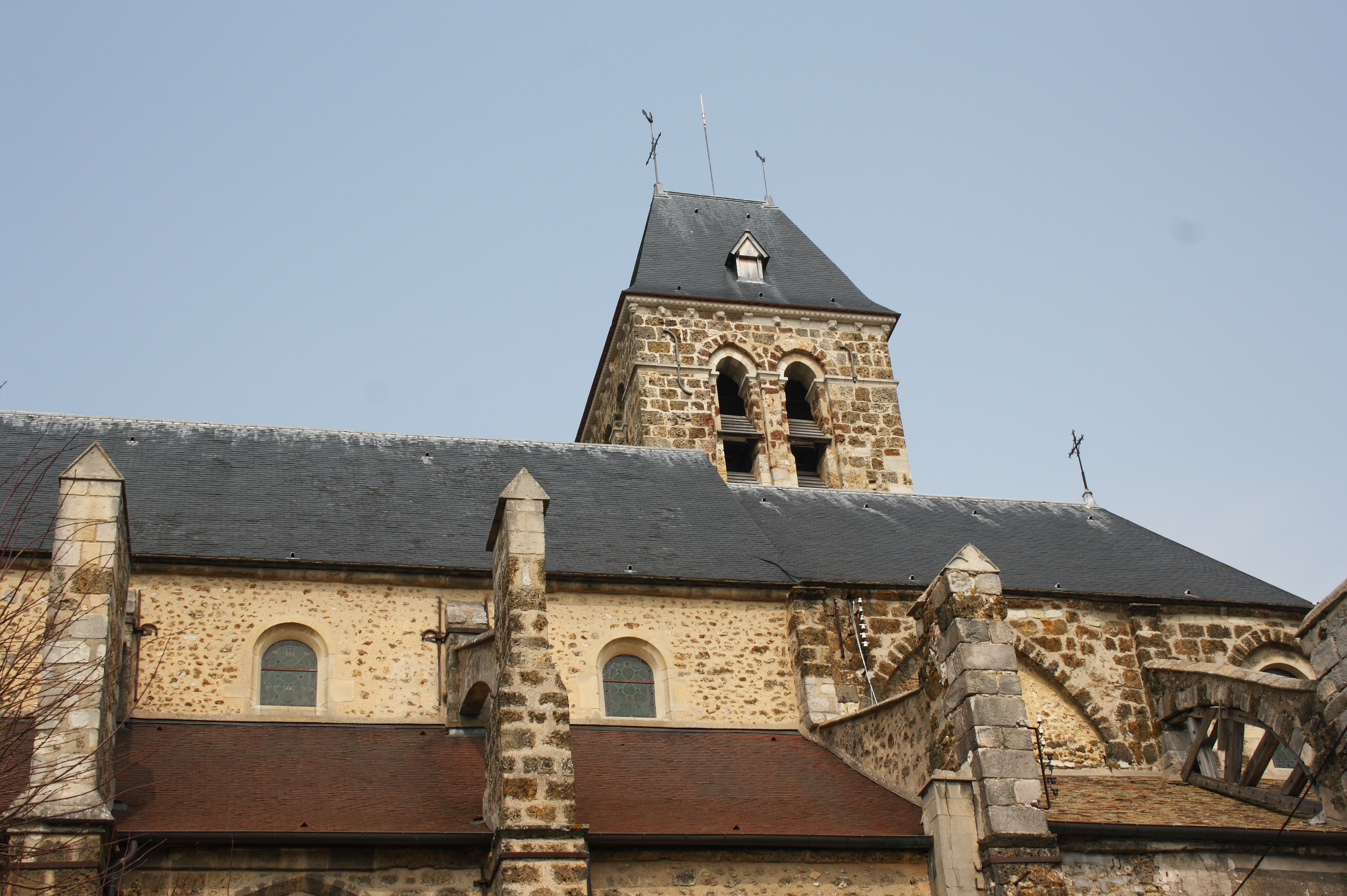
Ansicht von Süden

### Innenraum

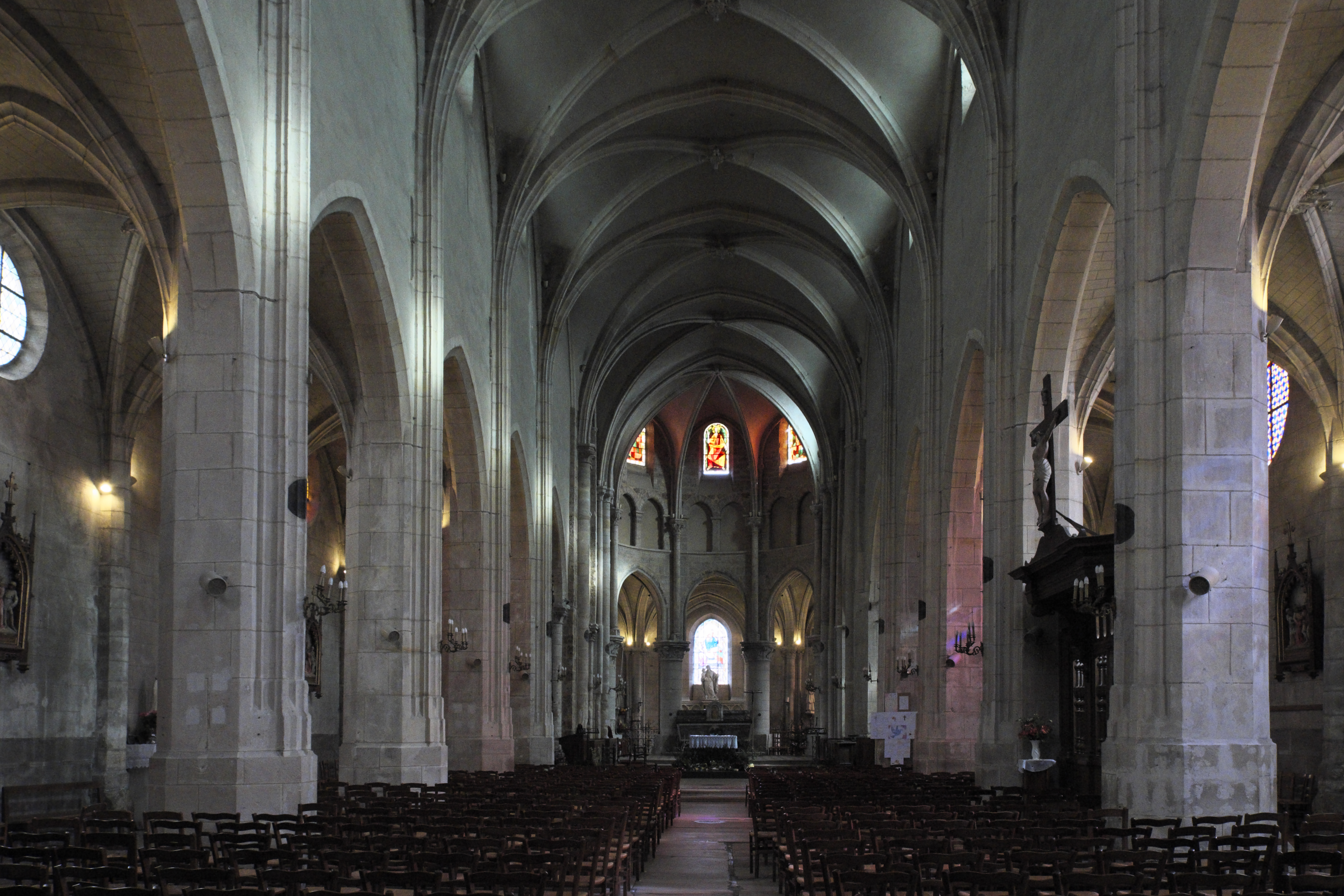
Innenraum

Die Kirche besteht aus einem dreischiffigen Langhaus, einem Chor mit Chorumgang und drei Kapellen. Die Kreuzrippengewölbe der beiden seitlichen Apsiskapellen ruhen auf Konsolen aus dem 12. Jahrhundert. Das Langhaus ist in fünf Joche gegliedert und mit einem Kreuzrippengewölbe gedeckt, das auf Vierkantpfeilern ohne Kapitelle aufliegt. Der zweijochige Chor mündet in eine dreiseitig geschlossene Apsis. Sein Kreuzrippengewölbe lastet auf den Kapitellen der Dienste, die den mächtigen Chorumgangssäulen vorgelagert sind. Die Kapitelle sind mit Akanthusblättern verziert. Bei Renovierungsarbeiten in den 1980er Jahren wurde zwischen der Arkadenzone und den Oberfenstern das Triforium aus dem 12. Jahrhundert entdeckt und wieder freigelegt.

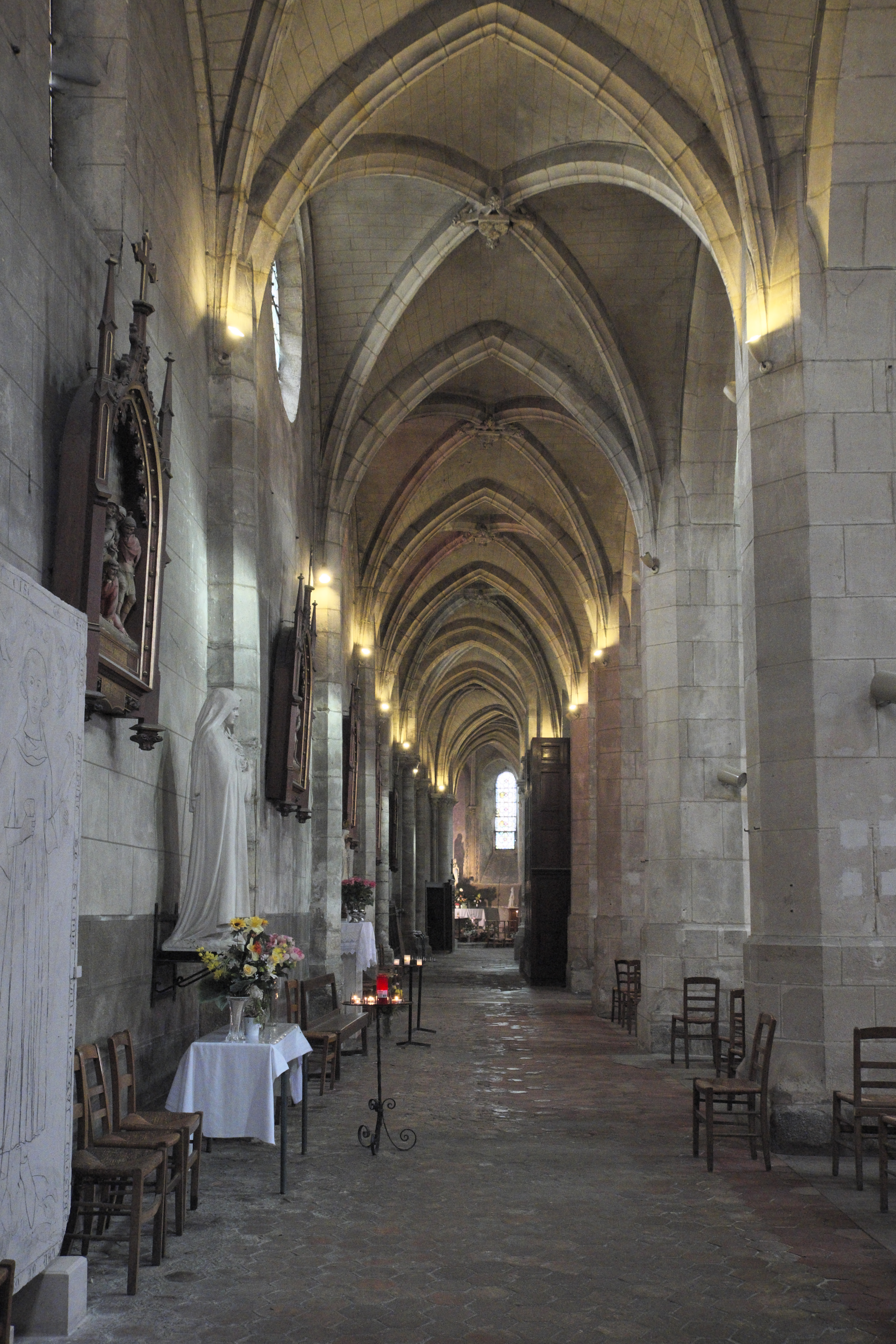
Nördliches Seitenschiff
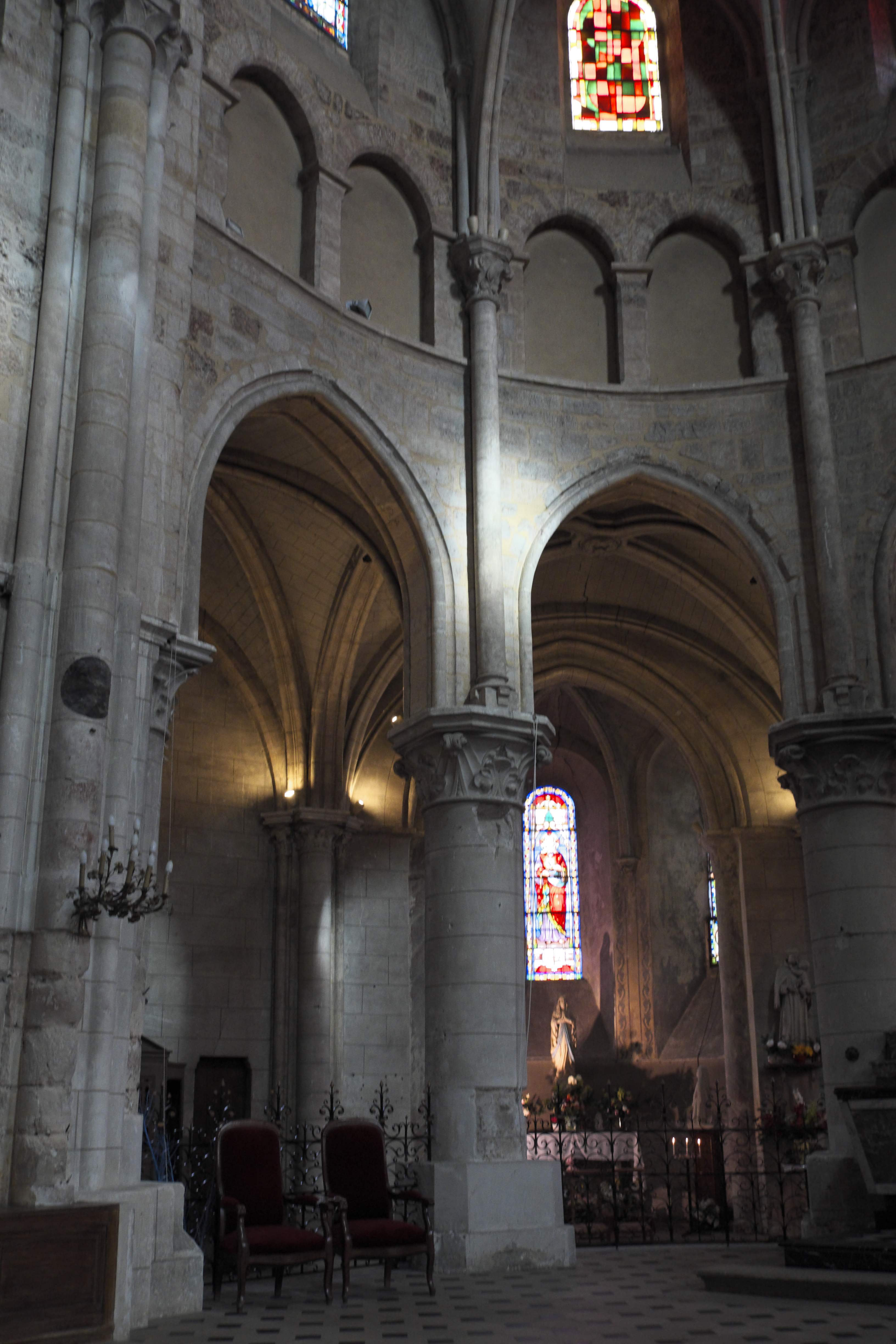
Chor
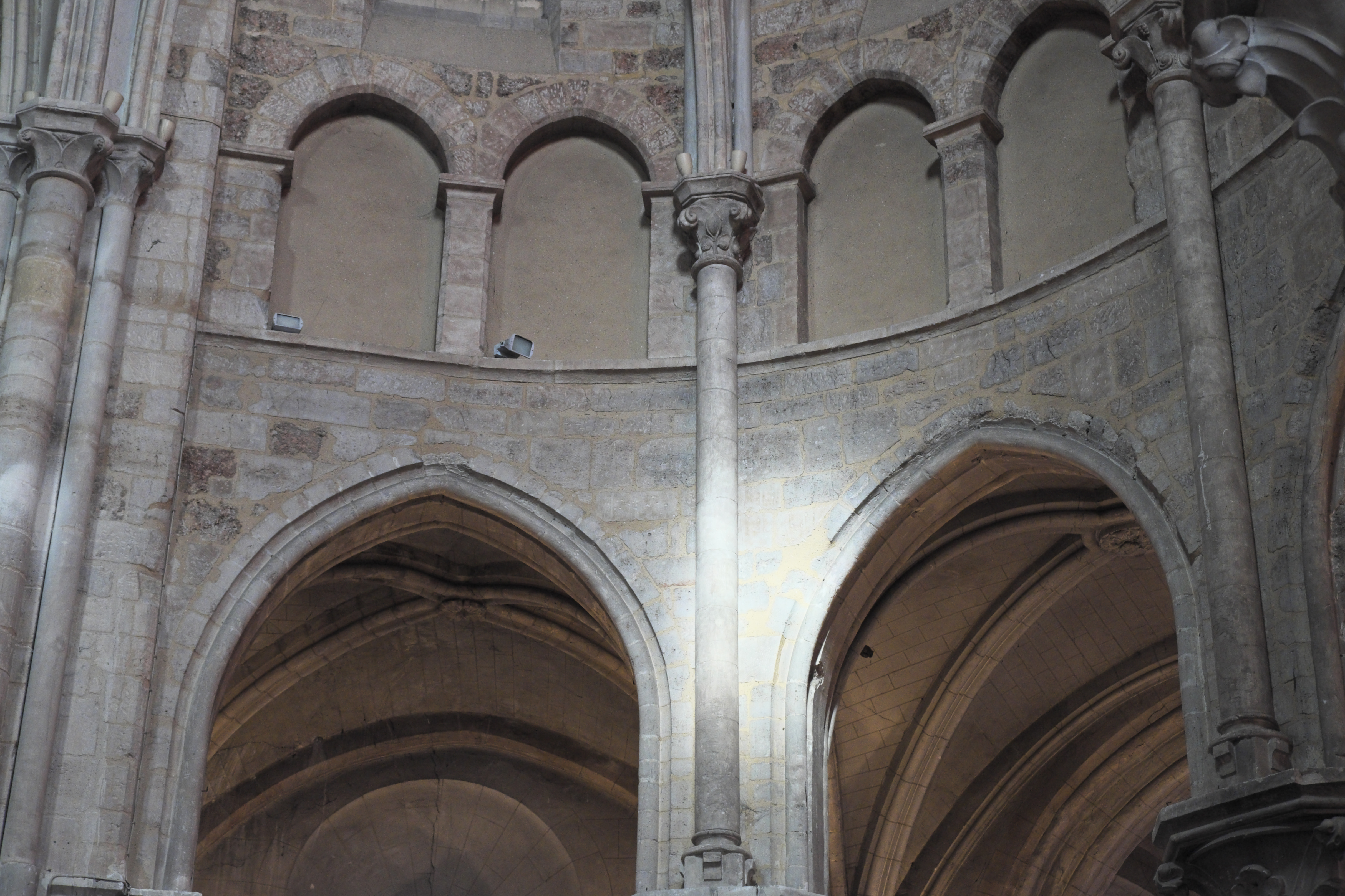
Triforium

## Bleiglasfenster
Die Kirche ist mit zahlreichen Bleiglasfenstern ausgestattet. Die meisten Fenster wurden im 19. Jahrhundert in der Werkstatt von Lucien-Léopold Lobin und seinem Nachfolger Joseph-Prosper Florence in Tours geschaffen. Auf zwei Fenstern sind Episoden aus dem Leben der Johanna von Orléans dargestellt. Ein Fenster stellt den heiligen Korbinian dar, den Schutzheiligen des Erzbistums München und Freising und Patron der Stadt Freising in Bayern, der in einem Nachbarort von Arpajon, in Saint-Germain-lès-Arpajon, geboren wurde.

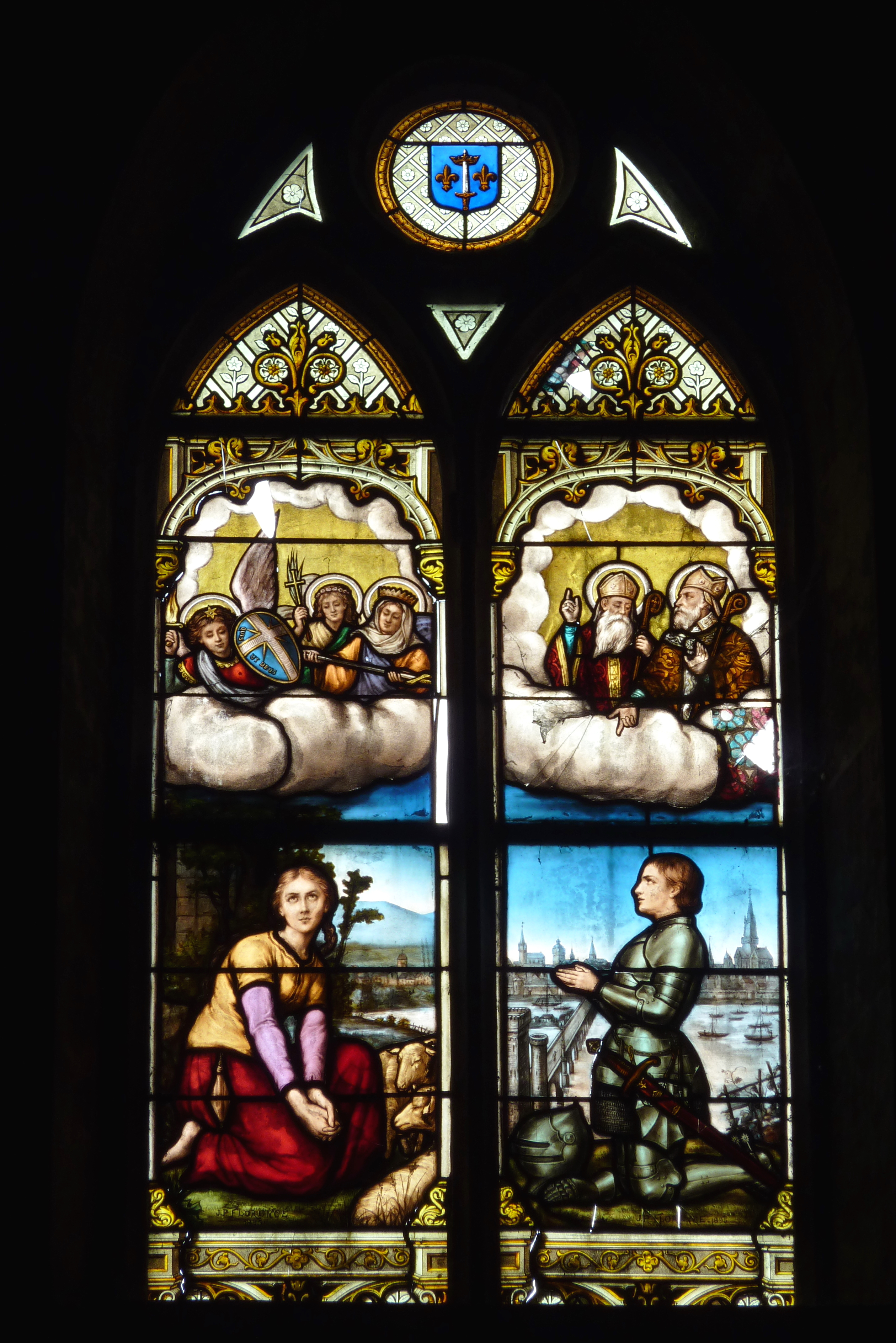
Johanna von Orléans und Heilige
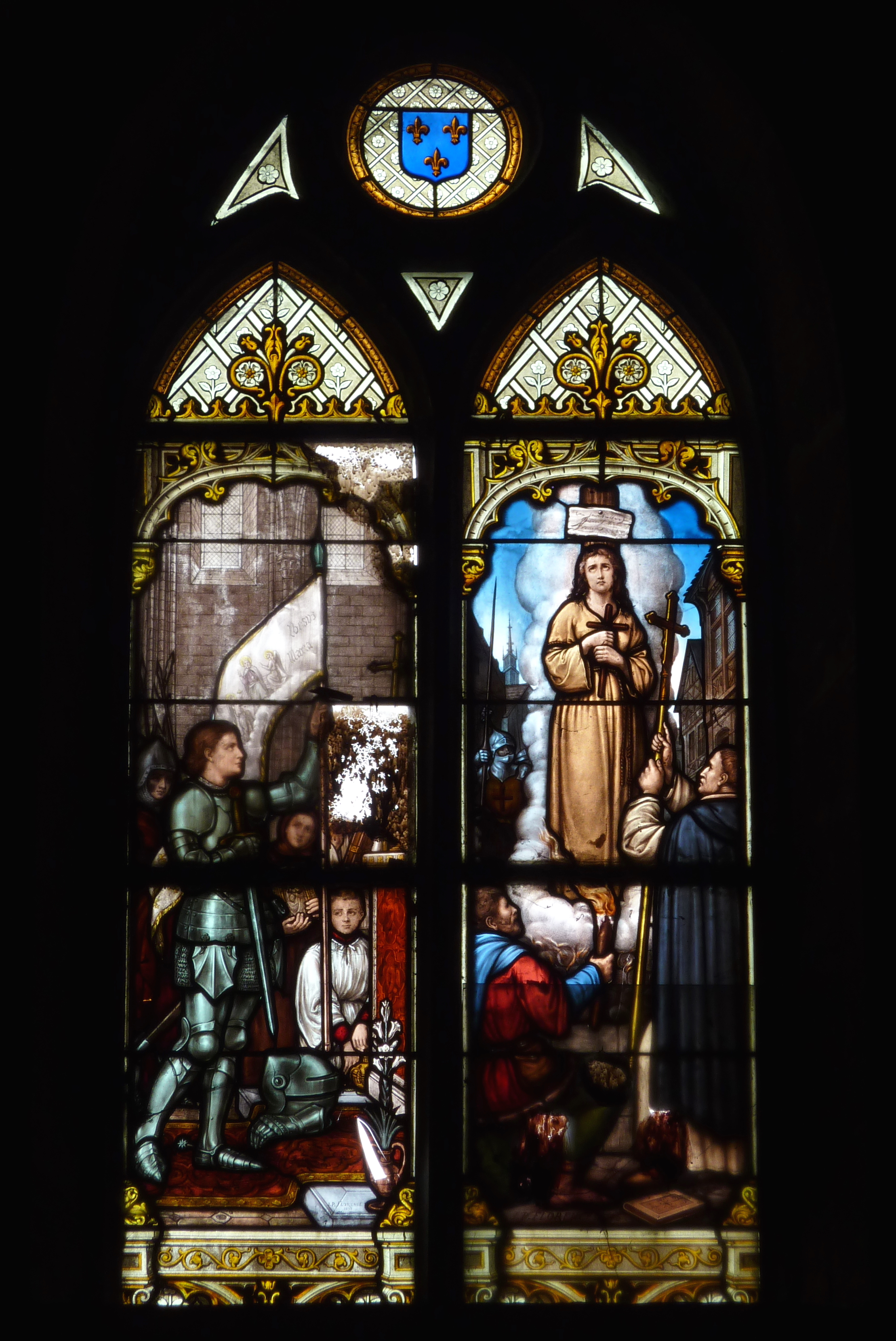
Johanna von Orléans auf dem Scheiterhaufen
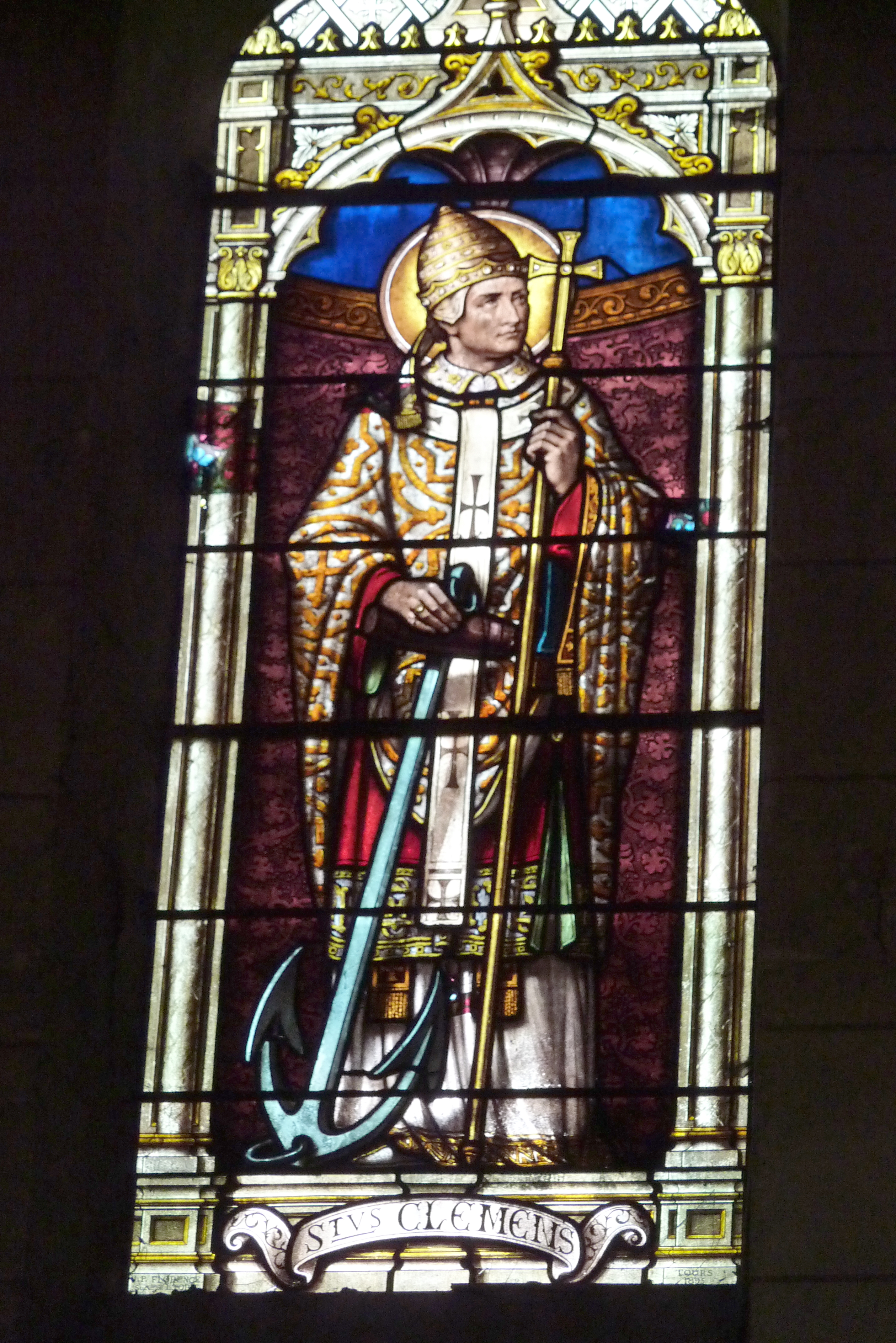
Clemens von Rom
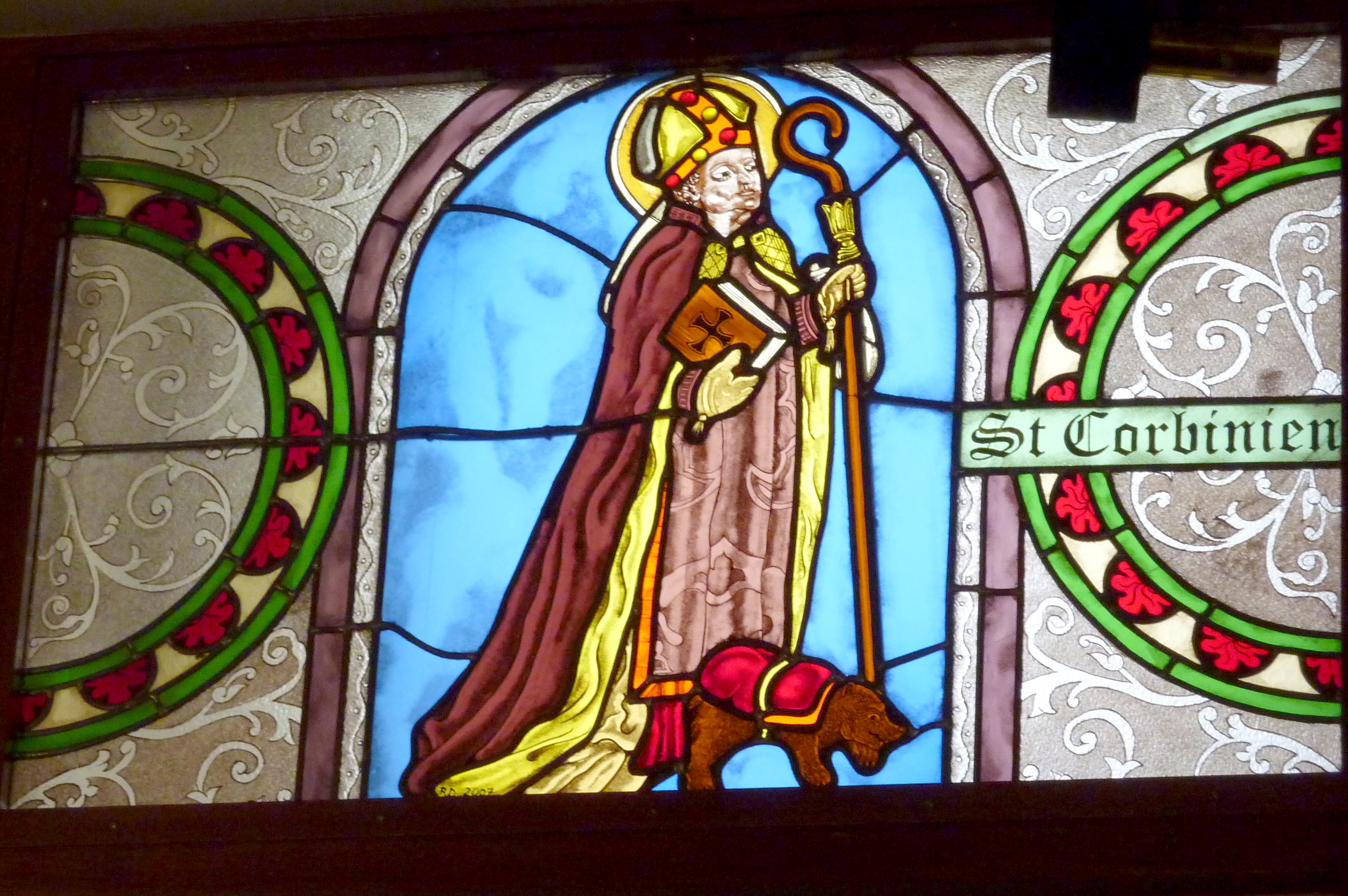
Heiliger Korbinian

## Ausstattung
- Das Weihwasserbecken wird in das 14./15. Jahrhundert datiert. Es ist auf einer Seite mit einem Wappen versehen, auf dem ein Malteserkreuz und stilisierte Lilien dargestellt sind.[1]
- Das Taufbecken aus rotem Marmor stammt aus dem späten 17. Jahrhundert.[2]

## Grabplatten
In den Jahren 1834 und 1995 wurden bei der Trockenlegung der Kirche mehrere Grabplatten entdeckt, die heute in der Kirche aufbewahrt werden.
- Auf der Grabplatte des Ritters Pierre de Châtres († 1306) ist ein Relief des Verstorbenen eingraviert. Er wird unter einer Arkade stehend dargestellt und hat die Hände gefaltet. Er ist mit einem Kettenhemd und einem Waffenrock bekleidet, unter seinen Füßen liegt ein Windhund. Vor dem Schwert, das um seine Hüfte gegürtet ist, sieht man seinen Wappenschild. Über der Arkade sind zwei Engel dargestellt.[3]
- Die Grabplatte des Pagen von Pierre de Châtres ist ähnlich gestaltet wie die seines Herrn. Der Verstorbene wird als junger Mann dargestellt, der mit gefalteten Händen unter einer Kleeblattarkade steht. Auch er trägt einen langen Waffenrock und ein Schwert, unter seinen Füßen liegt ein Windhund.[4]
- Eine weitere Grabplatte stellt den Grafen Chase Conée dar, der im Jahr 1314 starb.[5]
- Auf einer Grabplatte ist ein Mönch dargestellt, der unter einer Kielbogenarkade auf einem Stuhl sitzt und in der rechten Hand ein Buch hält. Die Grabplatte, deren linke Hälfte nicht erhalten ist, wird in das 14. Jahrhundert datiert.[6]

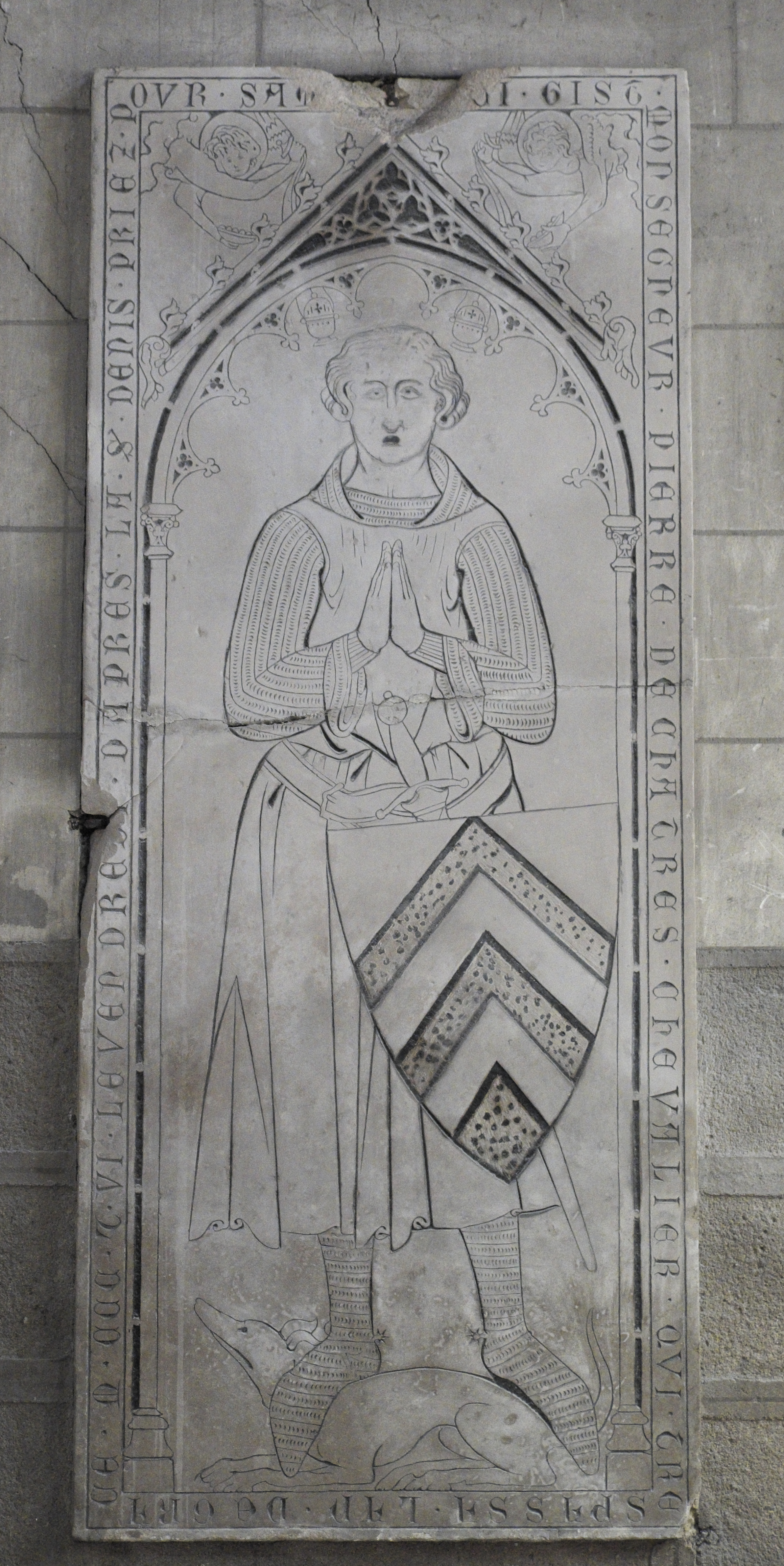
Grabplatte des Ritters Pierre de Châtres († 1306)
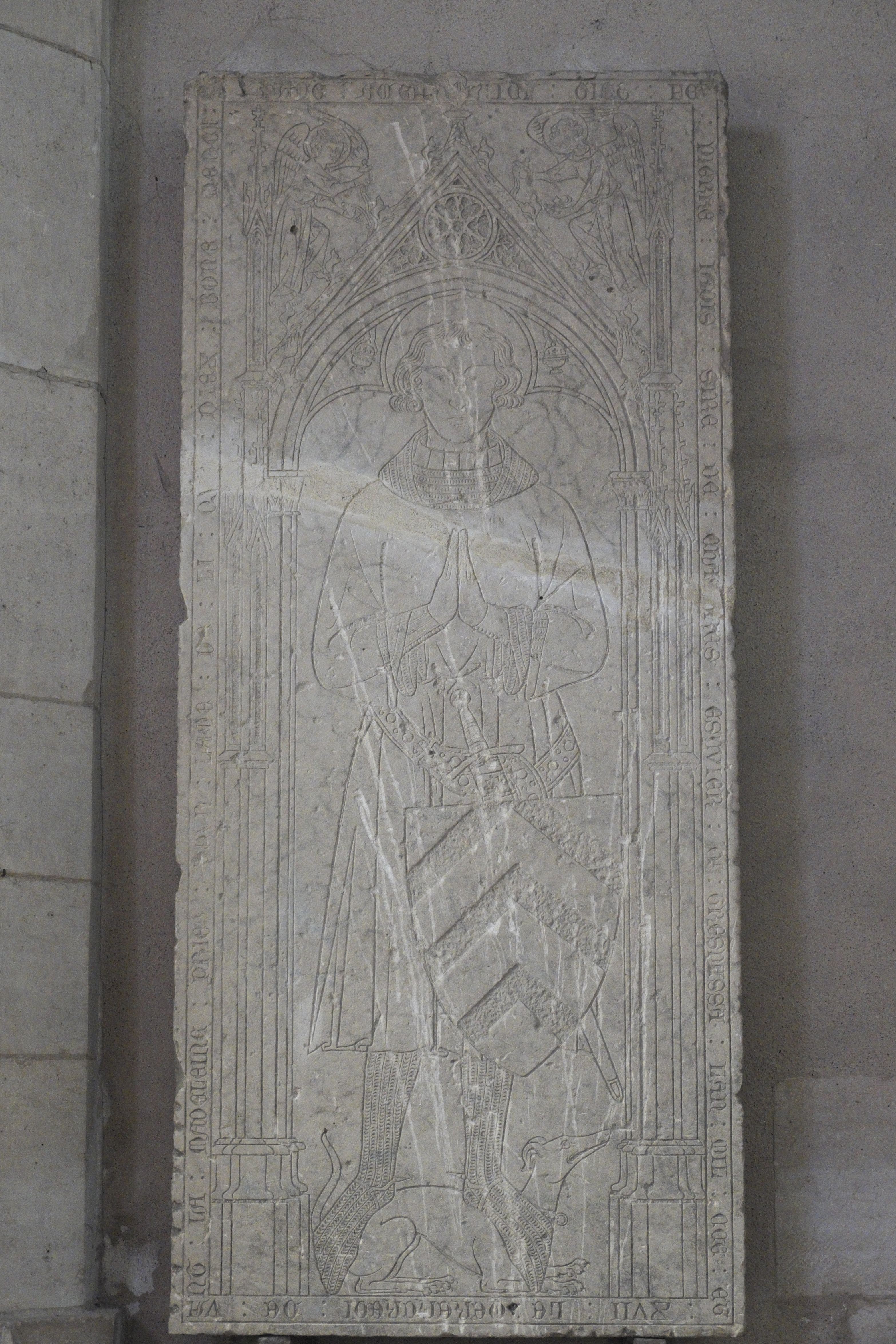
Grabplatte des Pagen von Pierre de Châtres († 1317)
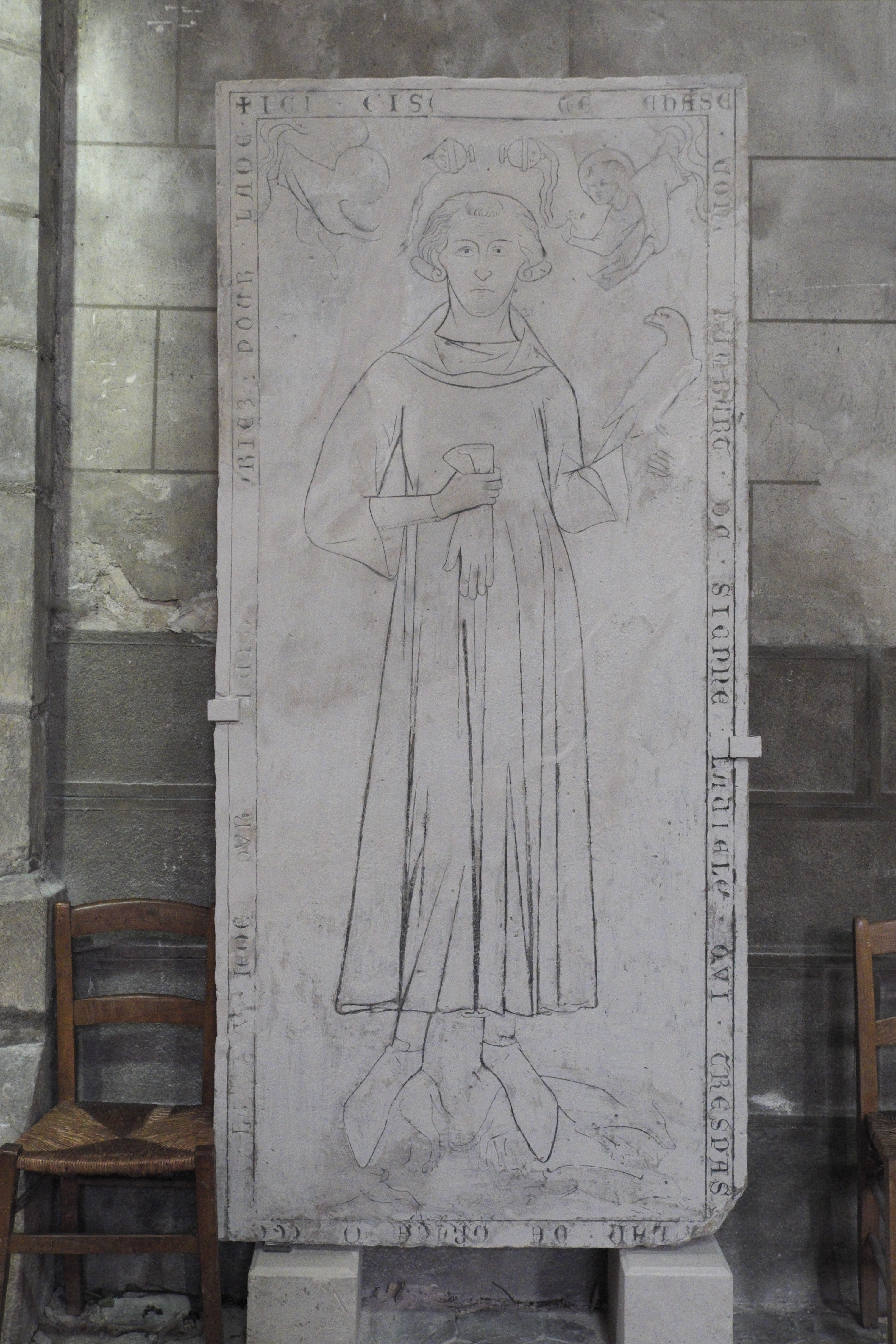
Grabplatte des Grafen Chase Conée († 1314)
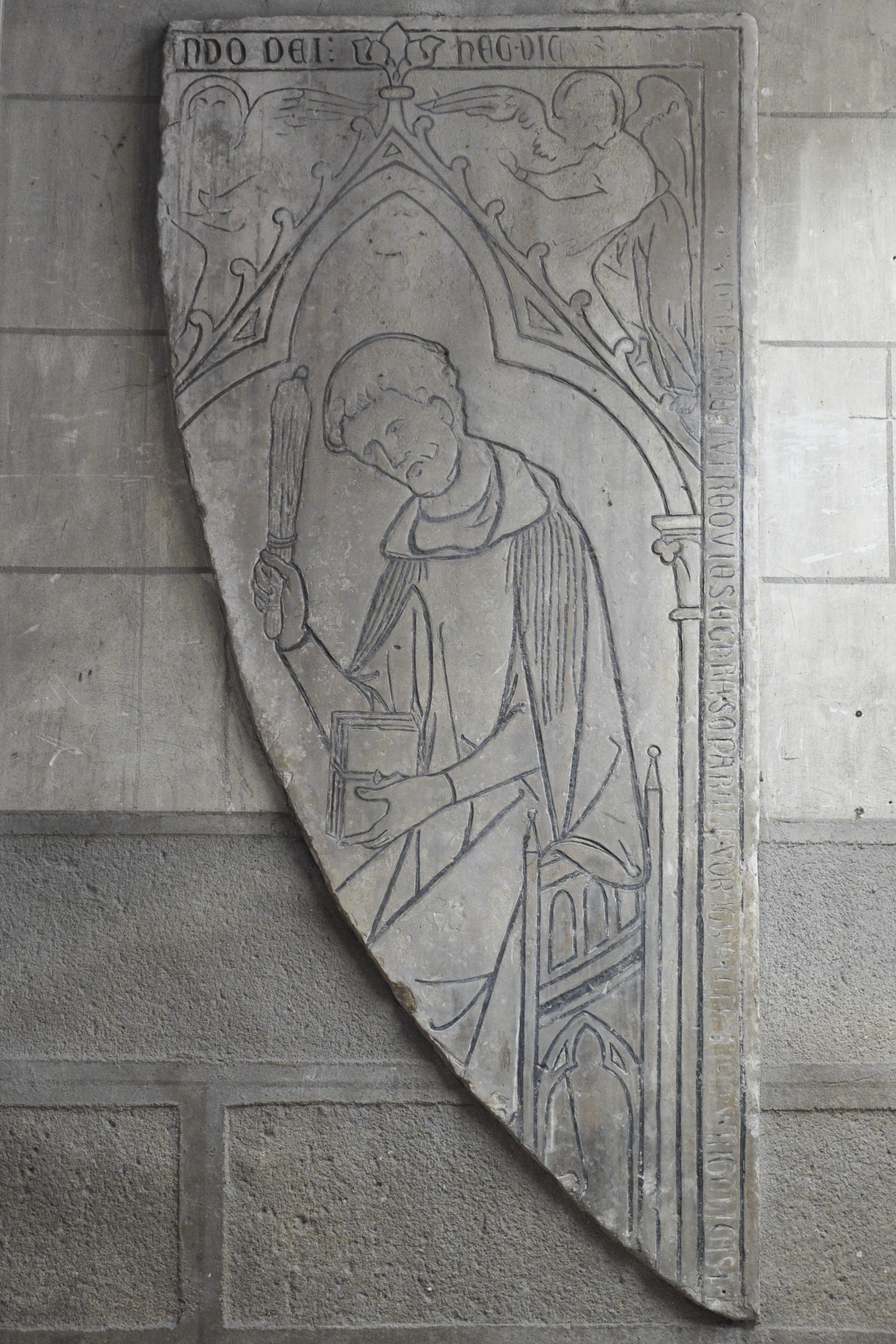
Grabplatte eines Mönchs (14. Jahrhundert)